# 邝仪
邝仪（？—？），籍贯湖南省宜章人，鄺埜之子，官户部郎中，明朝政治人物。

## 簡歷
景泰初年，贈邝埜为少保，封其子邝儀為主事，后升南京户部河南司主事邝仪为本部山东司郎中。